# 1382 Gerti
1382 Gerti eller 1925 BB är en asteroid i huvudbältet, som upptäcktes 21 januari 1925 av den tyske astronomen Karl Wilhelm Reinmuth i Heidelberg. Den har fått sitt namn efter Gertrud Höhne.
Asteroiden har en diameter på ungefär 11 kilometer och den tillhör asteroidgruppen Flora.